# Tractores Bührer

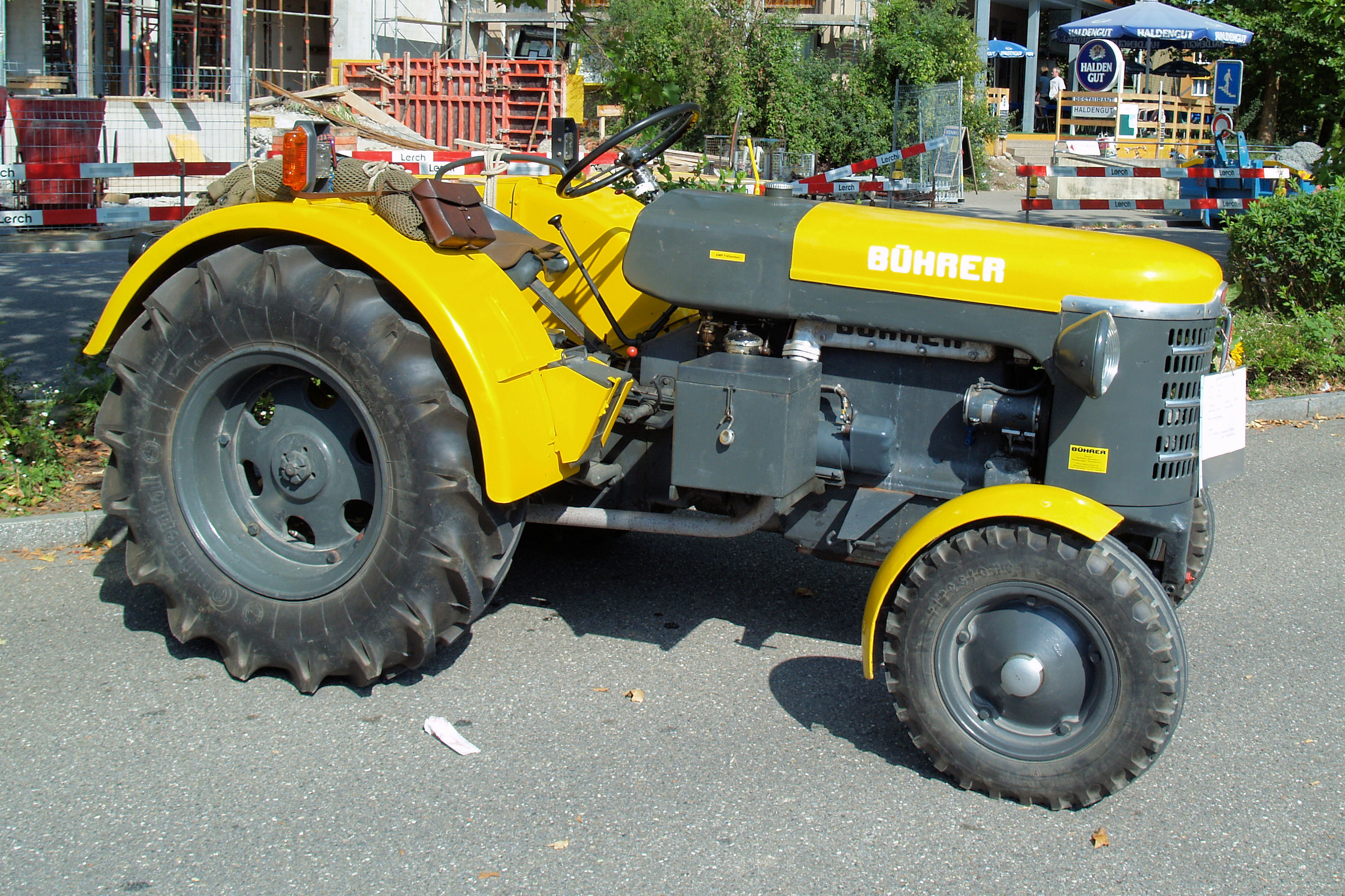
DD4 de 1953 en versión militar

La fábrica de tractores Bührer con sede en la localidad de Hinwil, es una marca tradicional de tractores suizos.

## Bührer Tractores
Su historia se remonta al año 1927, cuando Fritz Bührer quien fuera representante de la marca Ford en ese país, decidió fabricar tractores.
En el año 1929 expuso sus primeros modelos y uso como fuente de materiales, motores y distintas partes de los vehículos Ford accidentados.
A partir de 1930, ya se dedica a la fabricación de tractores compactos de forma regular, con una potencia de motor de 40 CV y neumáticos con dibujo off-road. Hasta 1936 no hubo grandes cambios en el modelo compacto, pero si se fueron perfeccionando sus componentes.
En 1939 Fritz Bührer adquirió la fábrica vacía de Maschinenfabrik AG en Hinwil y muda allí todas sus oporaciones. Después de la Segunda Guerra Mundial, se decidió fabricar tractores sobre la base de tres clases de potencia diferente, presentando entre los años 1950 y 1951 los siguientes modelos: Pequeños, Medianos y Grandes, y por último Tractores para cualquier propósito.
En 1964, la compañía Bührer se convirtió en una sociedad anónima luego en 1973 la empresa fue vendida rápidamente antes del fallecimiento de Fritz Bührer que se produce en 1974. 
En 1979 la empresa nuevamente vuelve a la familia al ser adquirida por los Bührer Magerle quienes son sus propietarios hasta la actualidad. 

## Bührer RP 21
Podemos considerar al tractor Bührer RP 21 como el tractor insignia de la ingeniería agrícola de Suiza dadas sus excelentes prestaciones en múltiples tareas durante los años sesenta.

## Bührer 6135 A
El modelo Bührer 6135 A es capaz de desarrollar una potencia máxima 100 kW/134 HP y una velocidad de 40 Km/h/25 mph. 
Este tractor se hizo muy popular al ser elegido por Giants Software como uno de los tractores iniciales con el que contarán los jugadores para trabajar en el Farming Simulator 2013.